# Sociedades de Inversión de Fondos para el Retiro
Las SIEFORE (Sociedades de Inversión de Fondos para el Retiro) son sociedades de inversión encargadas de invertir los recursos administrados por las administradoras de fondos para el retiro (AFOREs) dentro del Sistema de Ahorro para el Retiro vigente en México.
Actualmente la legislación mexicana autoriza que cada AFORE tenga dos SIEFOREs, una llamada "principal" cuyas inversiones son básicamente en papel de gobierno y la segunda con una parte de sus inversiones en notas indizadas a mercados financieros internacionales.
Las SIEFORES se definen en la Ley de los Sistemas de Ahorro para el retiro en el artículo 39 y el artículo 40 de la misma ley señalan los requisitos para su constitución.[cita requerida]